# Cricotopus nostocicola
Cricotopus nostocicola är en tvåvingeart som beskrevs av Wirth 1957. Cricotopus nostocicola ingår i släktet Cricotopus och familjen fjädermyggor. Inga underarter finns listade i Catalogue of Life.